# 聖鮨
聖鮨，為輻鰭魚綱鱸形目鱸亞目鮨科的其中一種，分布於中東太平洋區，從幾內亞至剛果、聖赫勒拿島海域，棲息深度可達110公尺，體長可達75公分，為底棲性魚類，屬肉食性，生活習性不明，可做為食用魚。

## 擴展閱讀
維基物種上的相關：聖鮨